# آی پریویل
آی پریویل (به انگلیسی: I Prevail) یک گروه راک آمریکایی است که در سال ۲۰۱۳ در ساوت‌فیلد، میشیگان تشکیل شد. آن‌ها اولین ئی‌پی خود را به نام قلب در مقابل ذهن در سال ۲۰۱۴ منتشر کردند و با انتشار یک کاور متال از آهنگ «فضای خالی» از تیلور سوئیفت به عنوان یک تک‌آهنگ به محبوبیت رسیدند. که در ایالات متحده گواهی پلاتین دریافت کرد. گروه از آن زمان تاکنون سه آلبوم استودیویی منتشر کرده‌است به نام‌های خطوط زندگی در سال ۲۰۱۶، ضربه در سال ۲۰۱۹ و قدرت واقعی در سال ۲۰۲۲ که تاکنون جدیدترین آلبوم گروه است. گروه با کارهای اصلی خود نیز به موفقیت دست یافت، با تک‌آهنگ‌های «در هم شکستن» و «طوفان» که به خوبی در رادیو راک اجرا کردند. تک‌آهنگ «تعظیم کنید» نامزد جایزه گرمی برای بهترین اجرای متال در سال ۲۰۱۹ شد، و همچنین ضربه در همان سال نامزد جایزه گرمی برای بهترین آلبوم راک شد.

## سبک موسیقی

### سبک موسیقیآی پریویل به عنوانپست-هاردکور،متال‌کور،پاپ پانک،هارد راک،نیو متال،رپ متال، ملودیک متال‌کور وآلترناتیو متالتوصیف شده‌است. در واقع سبک گروه ترکیبی از عناصرمتال،آلترناتیو،الکترونیک،هیپ هاپ،ترپ، ترپ متال،رپ، وپاپاست.
جیمز کریستوفر مونگر از آل‌میوزیک صدای گروه را به عنوان «ترکیبی از متالکور، پاپ پانک و پست-هاردکور که نام‌هایی مانند برینگ می د هورایزن، وی کیم اس رومنس و ا دی تو ریممبر را فرا می‌خواند» توصیف کرد.

## اعضای گروه

### اعضای کنونی
- برایان برخیسر – آواز سالم (۲۰۱۳–تاکنون)
- اریک فانلربلخه – آواز ناسالم (۲۰۱۳–تاکنون)؛ آواز سالم (۲۰۱۶–تاکنون)
- استیو منویان – گیتار لید (۲۰۱۳–تاکنون)؛ گیتار بیس (۲۰۱۴–۲۰۱۵, ۲۰۱۷–تاکنون؛ فقط ضبط‌های استودیویی)
- دیلان بومن – گیتار ریتم، آوازهای پس‌زمینه (۲۰۱۵–تاکنون)
- گیب هلگوئرا – درامز (۲۰۱۹–تاکنون؛ ۲۰۱۷–۲۰۱۹ در تورها)

### اعضای پیشین
- جردن برگر – گیتار ریتم، آوازهای پس‌زمینه (۲۰۱۳–۲۰۱۵)
- تونی کامپوسئو – گیتار بیس (۲۰۱۴–۲۰۱۶)
- لی رونستاد – درامز (۲۰۱۳–۲۰۱۷)

### اعضای کنونی در تورها
- جان ابرهارد - بیس، کلیدها (۲۰۲۳–اکنون)

### اعضای پیشین در تورها
- الی کلارک – بیس، آوازهای پس‌زمینه (۲۰۱۶–۲۰۱۹)

## آلبوم‌ها

### آلبوم‌های استودیویی
- ۲۰۱۶: خطوط زندگی (به انگلیسی: Lifelines)
- ۲۰۱۹: ضربه (به انگلیسی: Trauma)
- ۲۰۲۲: قدرت واقعی (به انگلیسی: True Power)

### آلبوم‌های چندآهنگه
- ۲۰۱۴: قلب در مقابل ذهن (به انگلیسی: Heart vs. Mind)

## جوایز و نامزدی‌ها
جوایز گرمی

| سال  | نامزدی / اثر | جایزه             | نتیجه    |
| ---- | ------------ | ----------------- | -------- |
| ۲۰۱۹ | «تعظیم کنید» | بهترین اجرای متال | نامزدشده |
| ۲۰۱۹ | ضربه         | بهترین آلبوم راک  | نامزدشده |

جوایز موسیقی لودوایر

| سال  | نامزدی / اثر | جایزه             | نتیجه | منبع. |
| ---- | ------------ | ----------------- | ----- | ----- |
| ۲۰۱۷ | «تنها»       | آهنگ هارد راک سال | برنده | [ ۲ ] |